# Ontinyent
Ontinyent (valencianisch und offiziell; kastilisch: Onteniente) ist eine spanische Gemeinde in der autonomen Region Valencia mit 36.430 Einwohnern (Stand: 2024). Sie ist Hauptstadt der Comarca Vall d’Albaida im Südwesten der Provinz Valencia.

## Geografie

### Geografische Lage
Ontinyent liegt am Fluss Rio Clariano im Gebirgszug der Serra Grossa auf 382 Meter Höhe.

### Nachbargemeinden
Im Norden liegen die Orte Moixent, Vallada und Aielo de Malferit, im Osten Agullent und Albaida, im Süden Bocairent, Banyeres de Mariola, Alcoi, Muro de Alcoi, im Westen Fontanars dels Alfornis, Font de la Figuera und Villena.

## Geschichte
Bei einem Unwetter im September 2019 fielen in einer Nacht fast 300 Liter Regen pro Quadratmeter. Der Clariano trat über die Ufer, überschwemmte das Viertel Canterería und riss Autos mit sich.

## Kultur
Eines der größten Feste ist Moros i Cristians, das Ende August stattfindet und an die Reconquista, die Kämpfe  maurischer und christlicher Truppen, sowie die Unterstützung der Küstenortschaften beim Kampf gegen die sarazenischen Piraten zwischen dem 8. und dem 15. Jahrhundert erinnert. Die Feier beginnt am Donnerstag vor dem vierten Sonntag im August und endet am folgenden Montag. Bei der Feier sind die maurischen und christlichen Seiten in zwölf Comparsas aufgeteilt, die jeweils gleich und sehr aufwendig kostümiert sind. Jährlich wechselnd führt eine Comparsa hierbei den Zug symbolisch an. Organisatorisch wird das Fest tatsächlich durch die Sociedad de Festeros del Santísimo Crito de la Agonía veranstaltet.

## Sport
Der im Jahre 1947 gegründete Fußballverein Ontinyent CF hatte seine erfolgreichste Zeit in den 60er Jahren und Anfang der 70er. In insgesamt fünf Spielzeiten waren die Valencianer in der Segunda División, der zweithöchsten spanischen Liga, vertreten.

## Wirtschaft
Das Unternehmen Pulga begann 1952 mit der Entwicklung von Automobilen. Die Konstrukteure waren Juan Labrés und Vicente Mas. 1955 startete die Produktion, die 1957 nach etwa 60 hergestellten Exemplaren endete.
In Ontinyent beginnt die Erdgas-Pipeline Gasoducte Península-Illes Balears, die von hier zu den Baleareninseln führt.

## Städtepartnerschaften
- Mark (Schweden), seit 2003
- Ronda (Spanien), seit 2009[3]

## Persönlichkeiten
- Teodoro Úbeda Gramage (1931–2003), römisch-katholischer Geistlicher, Bischof von Mallorca 1973–2003
- Marcos Morau (* 1982), Choreograf des modernen Balletts
- Sofía Rodríguez (* 1999), Radrennfahrerin